# 기업단체
기업단체(企業團體, 영어: corporate group, company group, group of companies) 또는 비즈니스 그룹(영어: business group)은 공통 통제 소스를 통해 단일 경제적 실체로 기능하는 모회사 및 자회사 코퍼레이션의 집합이다. 이러한 유형의 단체는 계정 관리자가 관리하는 경우가 많다. 단체의 개념은 단체의 한 구성원의 권리와 의무를 다른 구성원 또는 전체에 귀속시키기 위해 세법, 회계 및 회사법에서 자주 사용된다. 만약 두 회사가 전혀 다른 사업을 영위하고 있다면 그 단체를 복합기업이라고 부른다. 기업단체의 형성에는 일반적으로 인수 및 합병을 통한 통합이 포함되지만 단체 개념은 모회사에 의해 해산되는 경우보다는 합병 및 인수된 기업이 계속 존재하는 경우에 중점을 둔다. 단체는 실제 운영이 없는 지주 회사가 소유할 수 있다.
"콘체른"에 관한 정교한 법률이 개발된 독일에서는 기업단체법이 기업법의 기본 측면이다. 다른 많은 유럽 관할권에서도 유사한 접근 방식을 사용하는 반면, 영연방 국가와 미국은 "법인격부인론"을 거부하는 형식주의 원칙을 고수한다. 즉, 기업은 세무 및 회계 외부에서 완전히 별도의 법인으로 취급된다.

## 같이 보기
- 재벌
- 콘체른
- 복합기업
- 지주회사
- 게이레쓰
- 자회사
- 자이바쓰(일본재벌)
- 다국적 기업